# Elimus australis
Elimus australis är en stekelart som beskrevs av Henri Saussure 1852. Elimus australis ingår i släktet Elimus och familjen Eumenidae. Inga underarter finns listade i Catalogue of Life.